# Omphaletis malacopis
Omphaletis malacopis är en fjärilsart som beskrevs av Oswald Beltram Lower 1902. Omphaletis malacopis ingår i släktet Omphaletis och familjen nattflyn. Inga underarter finns listade i Catalogue of Life.